# Weltkristall
Der Weltkristall ist ein Modell des Universums, in dem die Tatsache ausgenutzt wird, dass
Kristalle mit Defekten dieselbe innere Geometrie besitzen wie Nichteuklidische Räume, insbesondere Räume mit Krümmung und Torsion, die in der Einstein-Cartan-Theorie der Gravitation Verwendung finden (welche die Einstein-Theorie umfasst). Das Modell wird auch Planck-Kleinert-Kristall genannt. In jüngster Zeit wird es auch von Gerardus ’t Hooft diskutiert (siehe unten).
Das Modell soll illustrieren, dass die Welt bei ultrakurzen Abständen von der Größenordnung Planck-Länge völlig anders aussehen kann, als von Stringtheoretikern angenommen wird. Während in Stringtheorien von einer fundamentalen Länge von der Größenordnung der Planck-Länge ausgegangen wird und die Elementarteilchen einschließlich des Gravitons Schwingungsmoden der Strings sind, erzeugt im Weltkristall-Modell Materie auf mikroskopischer Ebene Krümmungsdefekte und reproduziert dadurch die Ergebnisse der Allgemeinen Relativitätstheorie, in der der Energie-Impuls-Tensor der Materie die geometrische Raumzeitkrümmung bestimmt. 